# Cambia
Cambia est une commune française située dans le département de la Haute-Corse et la collectivité territoriale de Corse. Elle appartient à l'ancienne piève de Vallerustie, en Castagniccia.

## Géographie

### Situation
Cambia est une commune de l'intérieur de la Corse, située dans la piève de Vallerustie, en Castagniccia, au pied du versant occidental du Monte San Petrone et en limite du Parc naturel régional de Corse. Cambia est dans la haute vallée de la Casaluna.
Communes limitrophes
Cambia est entourée des communes de : San-Lorenzo au nord, Pie-d'Orezza à l'est, Carticasi au sud, Rusio au sud-ouest, Erone à l'ouest.

### Géologie et relief
La commune se situe dans la Corse orientale où dominent les schistes, que les géologues distinguent ordinairement de la Corse occidentale ancienne, constituée pour l'essentiel de roches granitiques. Il se trouve en limite de la dépression centrale qui les sépare, un sillon étroit au relief adouci constitué pour l'essentiel de terrains sédimentaires secondaires et tertiaires, qui coupe l'île du nord-ouest au sud-est, depuis l'Ostriconi jusqu'à Solenzara.
Son plus haut sommet est Testa di Catarello (1 428 m), « à cheval » sur les communes de Pie-d'Orezza, Carticasi et Cambia, sur la dorsale du massif schisteux du Monte San Petrone. Avec Punta Ventosa (1 421 m) l'autre haut sommet « à cheval » sur Pie-d'Orezza, San-Lorenzo et Cambia, ils marquent les limites orientales de la commune. Entre les deux sommets, une grotte à Bocca al Prato (1 296 m).
Cambia occupe deux vallons encaissés, ceux des ruisseaux de l'Ombriato au nord, et de Sarbaio au sud, deux affluents (RD) de la rivière Casaluna. Celle-ci délimite en grande partie son territoire à l'ouest.

### Hydrographie
La Casaluna traverse la commune. Elle y reçoit les eaux des deux affluents rive droite, les ruisseaux de Sarbaio  et de l'Ombriato.
Le ruisseau de Biligato prend sa source sous Testa di Catarello. Il prend en aval le nom de ruisseau de Sarbiao dont le cours passe entre le village de Cambia et Loriani son hameau.
Le ruisseau de l'Ombriato prend naissance à près de 1 150 m sur la commune sous le nom de ruisseau de Mandriolo, sous le lieu-dit éponyme. Il sépare les hameaux de Corsoli et de San Quilico.

### Climat et végétation
Le climat est doux dans l'ensemble, tempéré par l'action de la mer Méditerranée qui n'est guère éloignée et les crêtes de la dorsale du San Petrone. Il se caractérise par un ensoleillement important et par une pluviométrie relativement élevée en automne et en février-mars. La sécheresse frappe le secteur durant les mois d'été.
La commune est très boisée. Quoique se trouvant dans la Castagniccia (qui tire son nom de la forêt de châtaigniers couvrant son territoire), elle est habillée essentiellement de chênes verts.
Toutefois, les terrains et l'exposition de la commune en font un terroir particulièrement favorable pour la plantation de variétés de châtaigniers, qui sont célèbres dans toute la Castagniccia, pour la forte teneur en fructose de leurs fruits.

### Voies de communication et transport

#### Accès routiers
Cambia se trouve à environ quarante kilomètres de Corti.
Pour s'y rendre, prendre la RN 193, puis la route D 39 de San Lurenzu deux kilomètres après Francardu (Omessa) en venant de Corti et franchir le pont du Golo. Au niveau du pont de Lanu (Pont'à Lanu) poursuivre la D 39 en prenant à gauche. À San-Lorenzo, prendre la D 15, route reliant la Casaluna au Bozio.
Les hameaux de Loriani et de San Quilico sont accessibles par des chemins communaux goudronnés.

#### Transports
Il n'existe aucun service de transport de voyageurs à Cambia. La gare la plus proche est celle de Francardo.
Les port et aéroport les plus proches sont ceux de Bastia Port et de Bastia Poretta.

## Urbanisme

### Typologie
Au 1er janvier 2024, Cambia est catégorisée commune rurale à habitat très dispersé, selon la nouvelle grille communale de densité à sept niveaux définie par l'Insee en 2022.
Elle est située hors unité urbaine. Par ailleurs la commune fait partie de l'aire d'attraction de Bastia, dont elle est une commune de la couronne,. Cette aire, qui regroupe 93 communes, est catégorisée dans les aires de 50 000 à moins de 200 000 habitants,.

### Occupation des sols
L'occupation des sols de la commune, telle qu'elle ressort de la base de données européenne d’occupation biophysique des sols Corine Land Cover (CLC), est marquée par l'importance des forêts et milieux semi-naturels (100 % en 2018), une proportion identique à celle de 1990 (100 %). La répartition détaillée en 2018 est la suivante : 
forêts (78,1 %), milieux à végétation arbustive et/ou herbacée (21,9 %). L'évolution de l’occupation des sols de la commune et de ses infrastructures peut être observée sur les différentes représentations cartographiques du territoire : la carte de Cassini (XVIIIe siècle), la carte d'état-major (1820-1866) et les cartes ou photos aériennes de l'IGN pour la période actuelle (1950 à aujourd'hui).

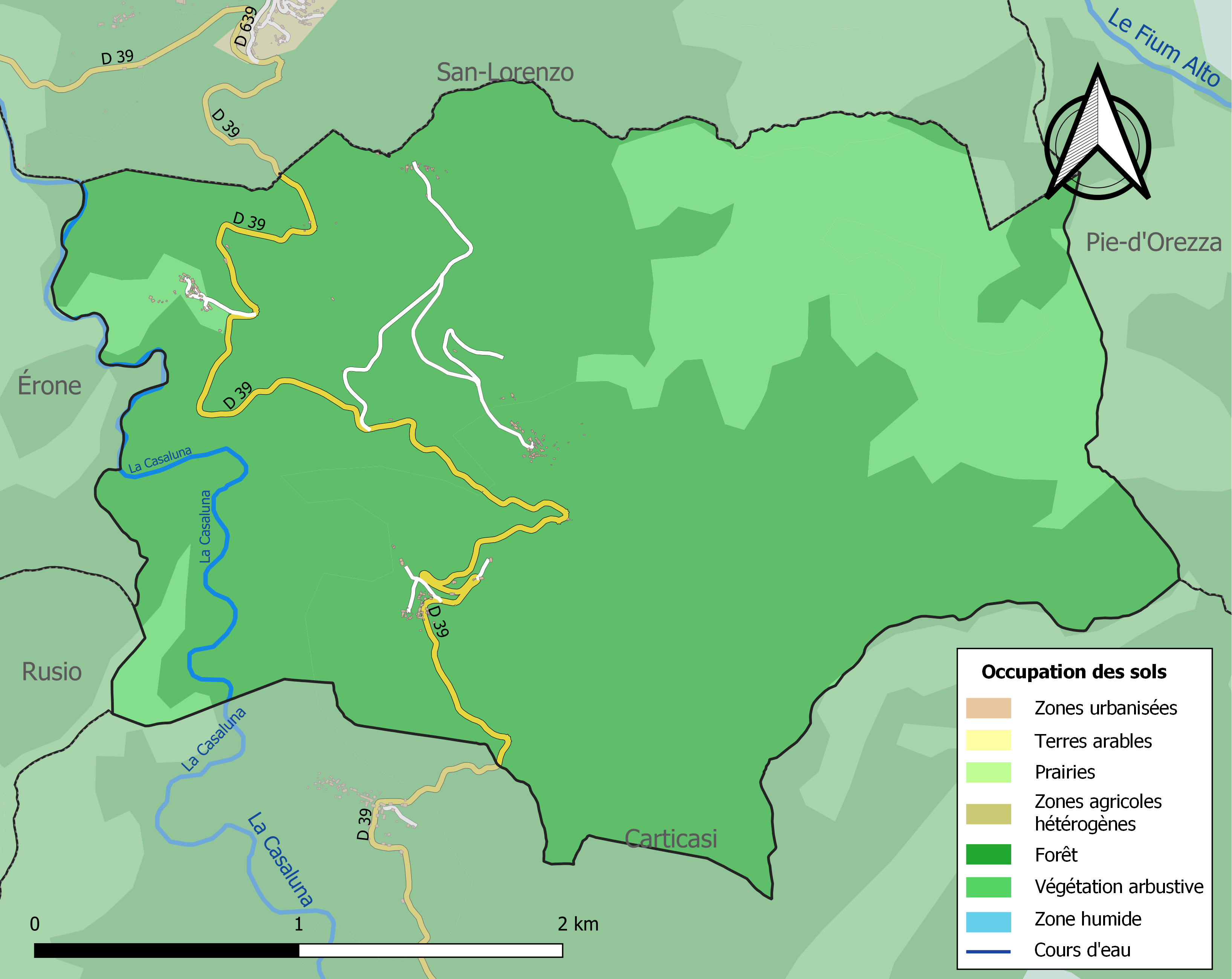
Carte des infrastructures et de l'occupation des sols de la commune en 2018 (CLC).

### Cambia
- Prononciation : ['kãm:bja].
- Gentilé : Cambinchi.

Village où se trouve la mairie, et dont le nom fournit le politonyme actuel. Ce nom s’est progressivement substitué à celui de Corsuli, pour désigner l’ensemble des quatre communautés.

### Corsoli
- Prononciation : l'accentuation porte sur la première syllabe avec par conséquent une voyelle [o] très ouverte (['ko:ʀsulɪ]).
- Gentilé : Corsulacci.

Ce village, était autrefois le bourg le plus important et le plus connu. Il fut chef-lieu (lieutenance) à l’époque féodale. Puis pendant longtemps, son nom (selon les textes : Corsuli, Corsoli, Cursuli, ou Cusuli) servit encore pour désigner la zone, voire une partie de la pieve.
Le pudestà (podestat responsable élu) de Corsuli  était l’un des plus importants de la pieve des Vallerustie. On mesure également la notoriété qu’avait autrefois ce village, à l’usage qui était fait de son toponyme, comme référence connue dans toute la Corse. Ainsi beaucoup de personnages historiques de la pieve (quels que fussent les hameaux dont ils étaient réellement originaires) sont désignés par leur prénom suivi du nom du bourg (principal ou le mieux connu), c’est-à-dire ‘’Corsoli’’.

### San Quilico
- Prononciation : [,sã'ki:ʀɢu].

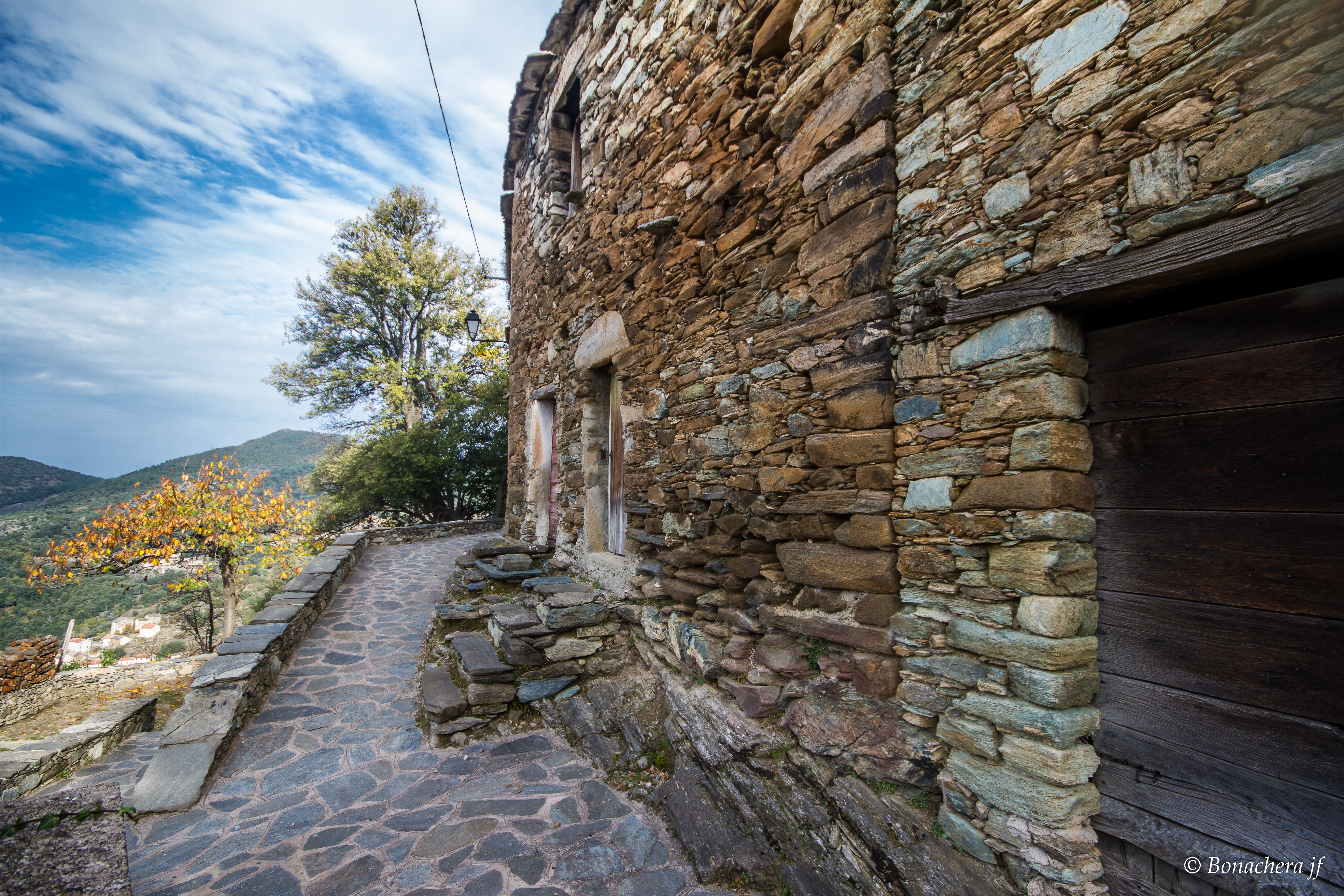
Au hameau de San Quilicu

Le village de San Chirgu se perche sur une arête dominant Corsuli. Il a conservé, pour nom, la titulature de la chapelle : Capella di San Chirgu. Cette titulature correspond en français à saint Cyr. Le prénom (fréquent dans la région) est traduit communément en français par "Quilicus". Autrefois, en langue écrite, le nom de l'église était logiquement traduit en toscan par "Santo Quilico" [,sãnto'kwi:lɪɢo].

### Loriani
- Prononciation : [lo'ʀjã:nɪ].
- Gentilé : Lorianinchi et Lorianacci.

Le village s'accroche aux pentes du Monte San Petrone.

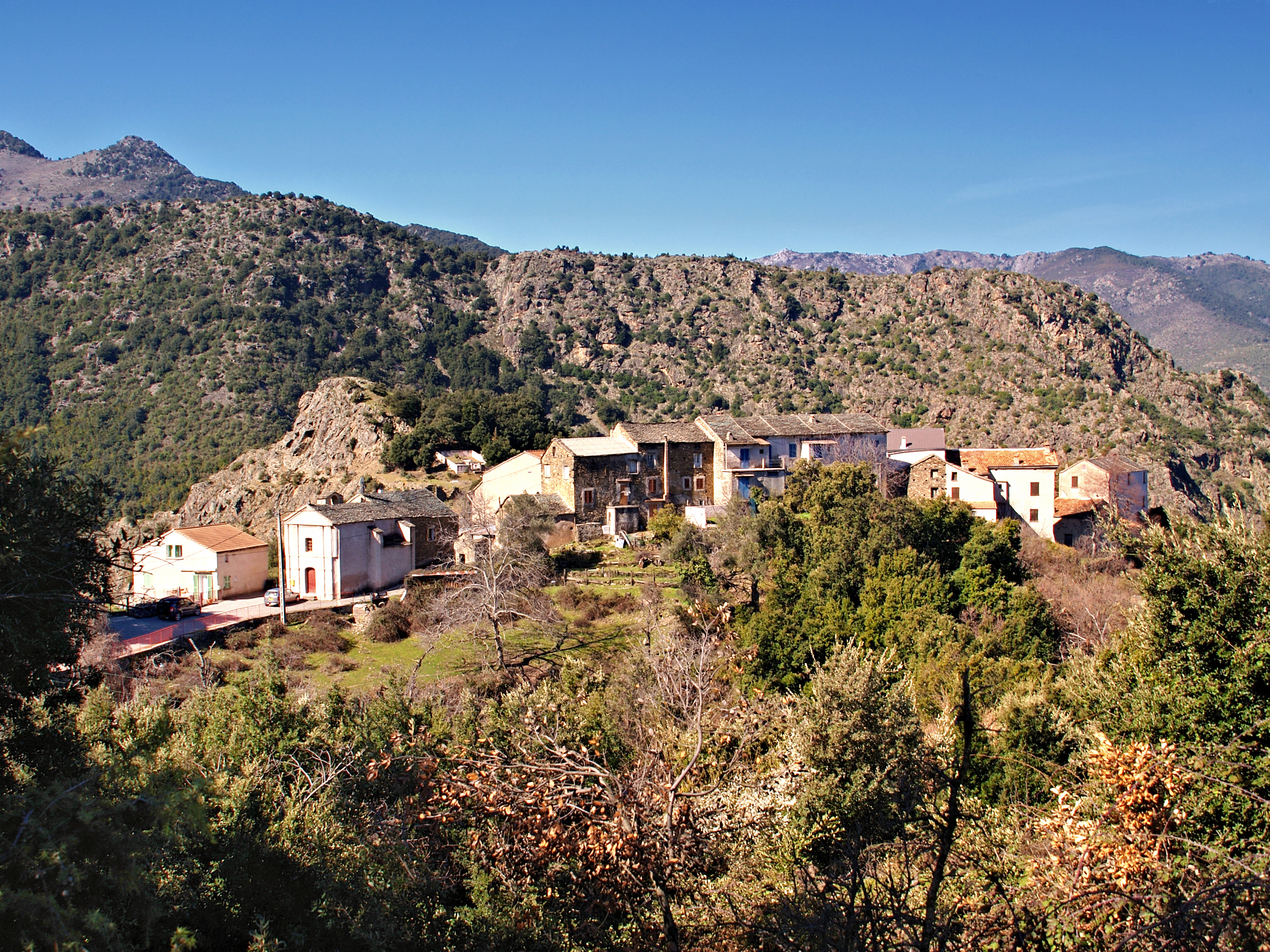
Hameau de Corsoli.
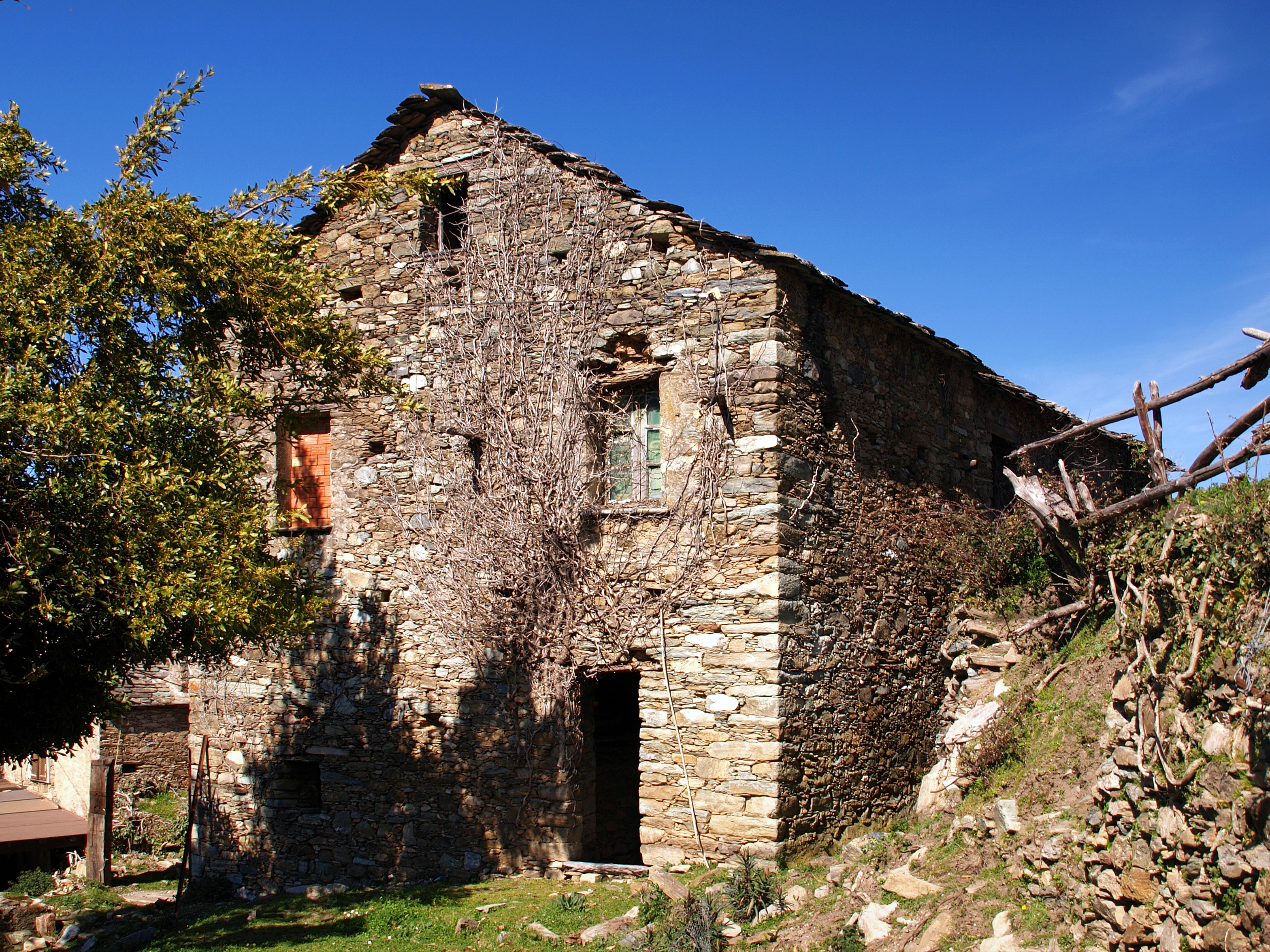
Maison ruinée à San Quilicu.
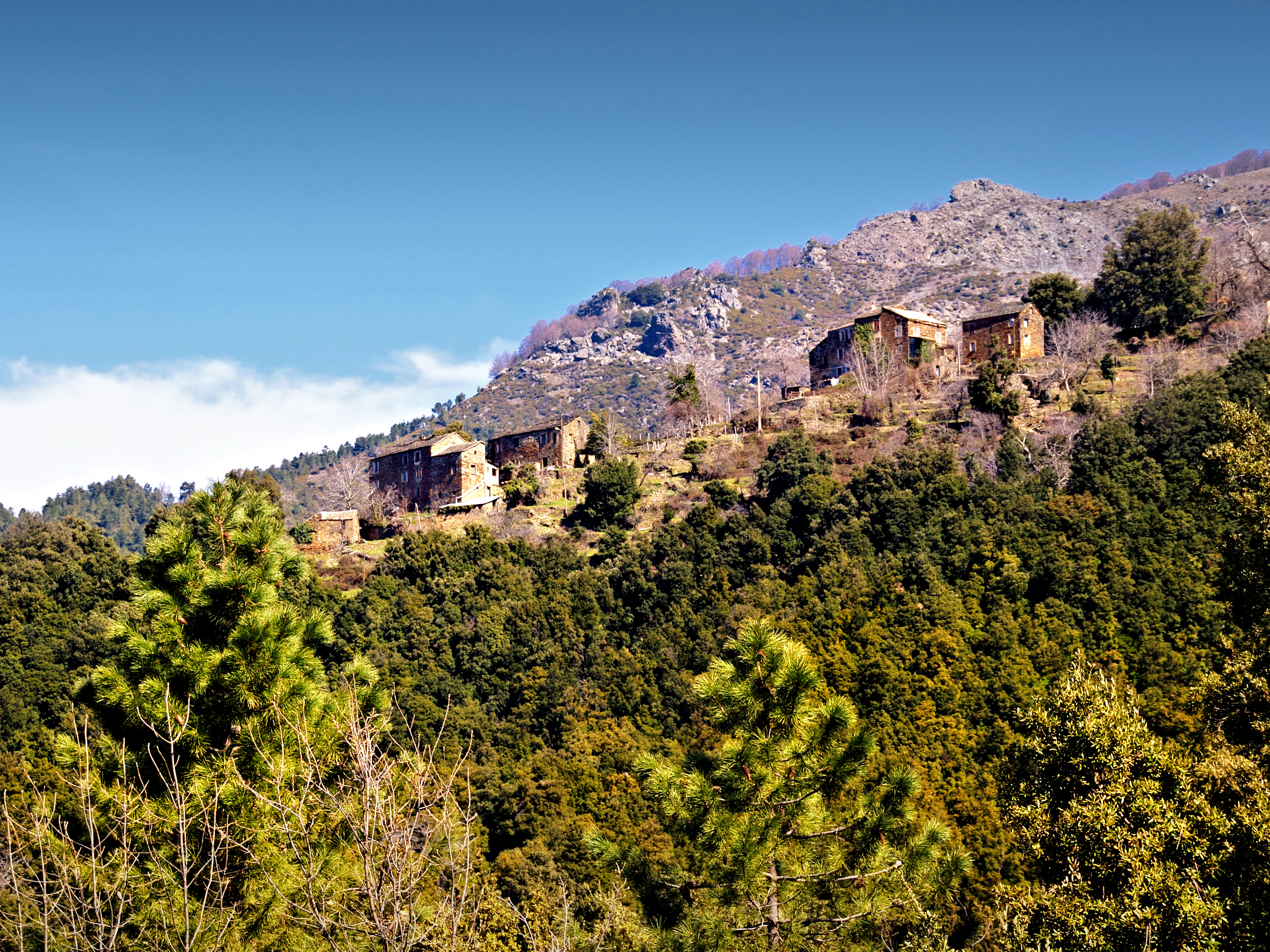
Hameau de Loriani.

## Histoire
Cambia est connu pour la survivance protohistorique et historique des cultes dits "lunaires".

### Temps modernes
« Pieve di Vallerustie : Carticasi 111. Cambia 105. Borgo, e Sermano 64. Forci, e Pente 92. Corsoli 73. Russio, ed Errone 332. Aiti, e Lano 208. Tribio, e Cobiti con 2 ville 267. Loriani e S.Quilico 180 ».
- 1768 - L'île passe sous administration militaire française.
- 1789 - La Corse appartient au royaume de France. Survient la Révolution française qui supprime les juridictions royales. La Constituante divise la France en 83 départements. La pieve de Vallerustie devient le canton de Vallerustie.
- 1790 - Le département de Corse est créé avec Bastia pour préfecture.
- 1791 - Corte devient chef-lieu du département ; le siège de l’évêché est fixé à Ajaccio.
- 1793 - An II. la Convention divise l'île en deux départements : El Golo (l'actuelle Haute-Corse) et Liamone (l'actuelle Corse-du-Sud) sont créés. La commune qui porte le nom de Cambia, se trouve dans le canton de Vallerustie, dans le district de Corte, dans le département d'El Golo.
- 1801 - Sous le Consulat[Note 2], au Bulletin des Lois, la commune de Cambia reste dans le canton de Vallerustie dans l'arrondissement de Corte, dans le département d'El Golo.
- 1811 - Les départements d'El Golo et du Liamone sont fusionnés pour former le département de Corse[10].
- 1828 - Le canton de Vallerustie prend le nom de canton de San-Lorenzo.

### Époque contemporaine
- 1973 - Cambia passe dans le canton de Bustanico (chef-lieu : Sermano), dans l'arrondissement de Corte.
- 1975 - La Corse est à nouveau scindée en deux départements : Haute-Corse et Corse-du-Sud.
- 2010 - Une statue menhir vient d'être découverte au hameau de San Chirgu[11]. Elle est la 95e formellement reconnue en Corse.

## Politique et administration

### Liste des maires
| Période                                  | Période  | Identité               | Étiquette | Qualité    |
| ---------------------------------------- | -------- | ---------------------- | --------- | ---------- |
| maire en 1897                            | ?        | Jean-Paul Vincensini   |           |            |
| Les données manquantes sont à compléter. |          |                        |           |            |
| maire en 1911                            | ?        | Vincent-Louis Vincenti |           |            |
| Les données manquantes sont à compléter. |          |                        |           |            |
| avant 1981                               | ?        | Innocent Salvarelli    | DVG       |            |
| mars 2001                                | 2014     | Ange Michel Angeli     | UMP       |            |
| mars 2014                                | En cours | Nicolas Saliceti       | DVD       | Professeur |
| Les données manquantes sont à compléter. |          |                        |           |            |

## Population et société

### Démographie
L'évolution du nombre d'habitants est connue à travers les recensements de la population effectués dans la commune depuis 1800. Pour les communes de moins de 10 000 habitants, une enquête de recensement portant sur toute la population est réalisée tous les cinq ans, les populations de référence des années intermédiaires étant quant à elles estimées par interpolation ou extrapolation. Pour la commune, le premier recensement exhaustif entrant dans le cadre du nouveau dispositif a été réalisé en 2008.

En 2022, la commune comptait 64 habitants, en évolution de −25,58 % par rapport à 2016 (Haute-Corse : +5,15 %, France hors Mayotte : +2,11 %).
| 1800 | 1806 | 1821 | 1831 | 1836 | 1841 | 1846 | 1851 | 1856 |
| ---- | ---- | ---- | ---- | ---- | ---- | ---- | ---- | ---- |
| 428  | 486  | 458  | 475  | 496  | 496  | 462  | 480  | 405  |

| 1861 | 1866 | 1872 | 1876 | 1881 | 1886 | 1891 | 1896 | 1901 |
| ---- | ---- | ---- | ---- | ---- | ---- | ---- | ---- | ---- |
| 443  | 449  | 394  | 416  | 399  | 327  | 408  | 421  | 436  |

| 1906 | 1911 | 1921 | 1926 | 1931 | 1936 | 1946 | 1954 | 1962 |
| ---- | ---- | ---- | ---- | ---- | ---- | ---- | ---- | ---- |
| 407  | 364  | 383  | 396  | 411  | 424  | 376  | 391  | 112  |

| 1968 | 1975 | 1982 | 1990 | 1999 | 2006 | 2008 | 2013 | 2018 |
| ---- | ---- | ---- | ---- | ---- | ---- | ---- | ---- | ---- |
| 116  | 89   | 80   | 81   | 79   | 75   | 74   | 89   | 74   |

| 2022 | - | - | - | - | - | - | - | - |
| ---- | - | - | - | - | - | - | - | - |
| 64   | - | - | - | - | - | - | - | - |

## Culture locale et patrimoine

### Lieux et monuments
- Église Sainte-Marguerite de Cambia

#### Chapelle Santa Maria
Pour la datation l'archéologue Geneviève Moracchini-Mazel écrit :  « nous avons proposé de retenir que sa construction, comme celle de l'église de San Chilico, pourrait dater des dernières années du XIIe siècle ou du XIIIe siècle et qu'elle a dû intervenir en remplacement d'une précédente chapelle préromane (remplois dans la campanile). ».
Il faut souligner (importance dépassant le cadre local) l’originalité de cette chapelle romane : « c'est le seul autel roman en place qui nous ait été conservé en Corse - G. Moracchini-Mazel ». En outre, sa forme de stazzona (dolmen) est troublante : les trois orthostates et la table lui donnent la forme dolménique classique au sud de l'île, mais dont il ne reste aucune trace en Castagniccia. D'autant plus, que c'est le seul autel de ce type retrouvé intact, et qu'il est attesté que la chapelle a remplacé un précédent édifice préroman.
La chapelle en totalité est classée au titre des Monuments historiques

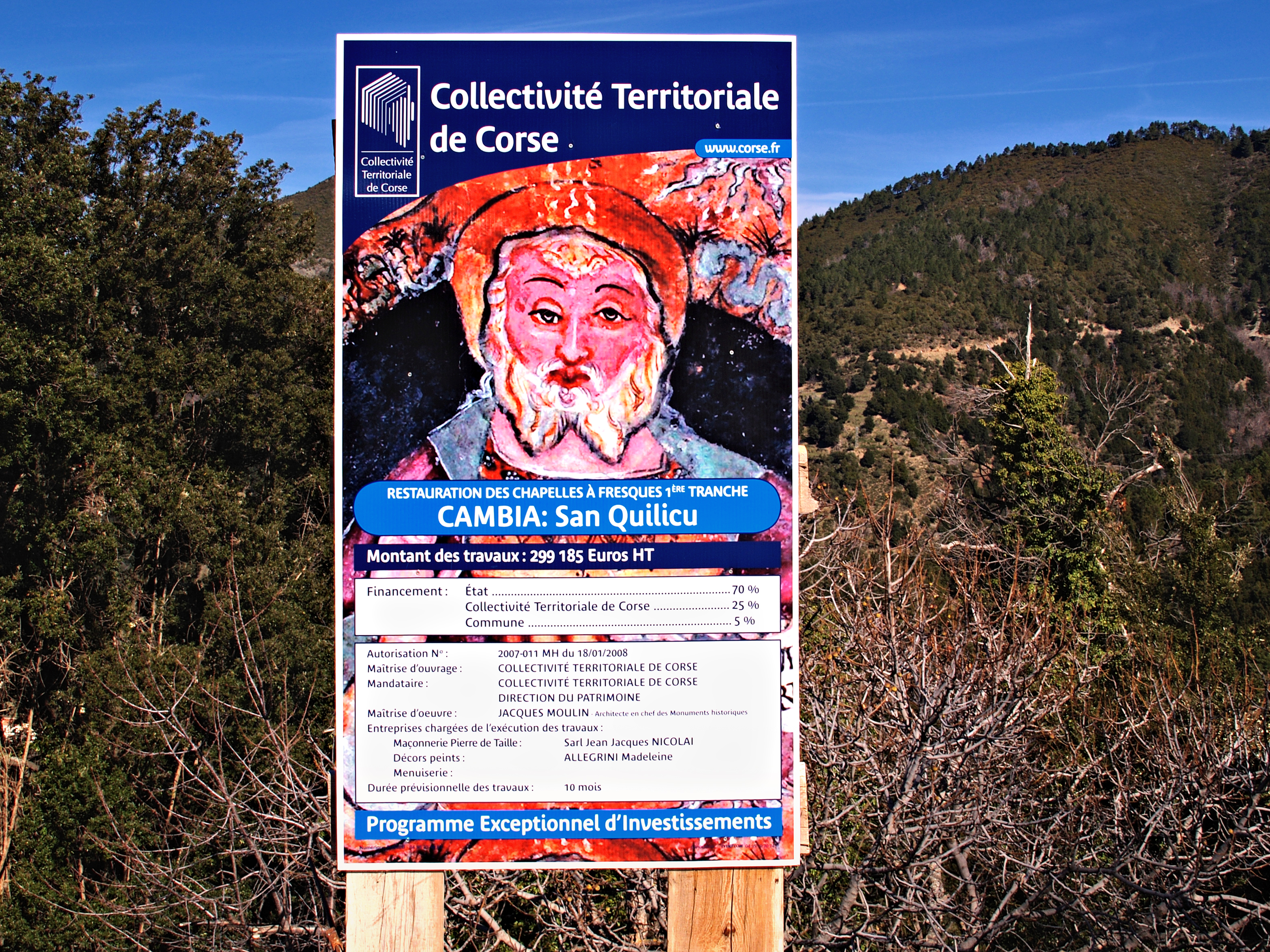
Restauration des chapelles par la CTC
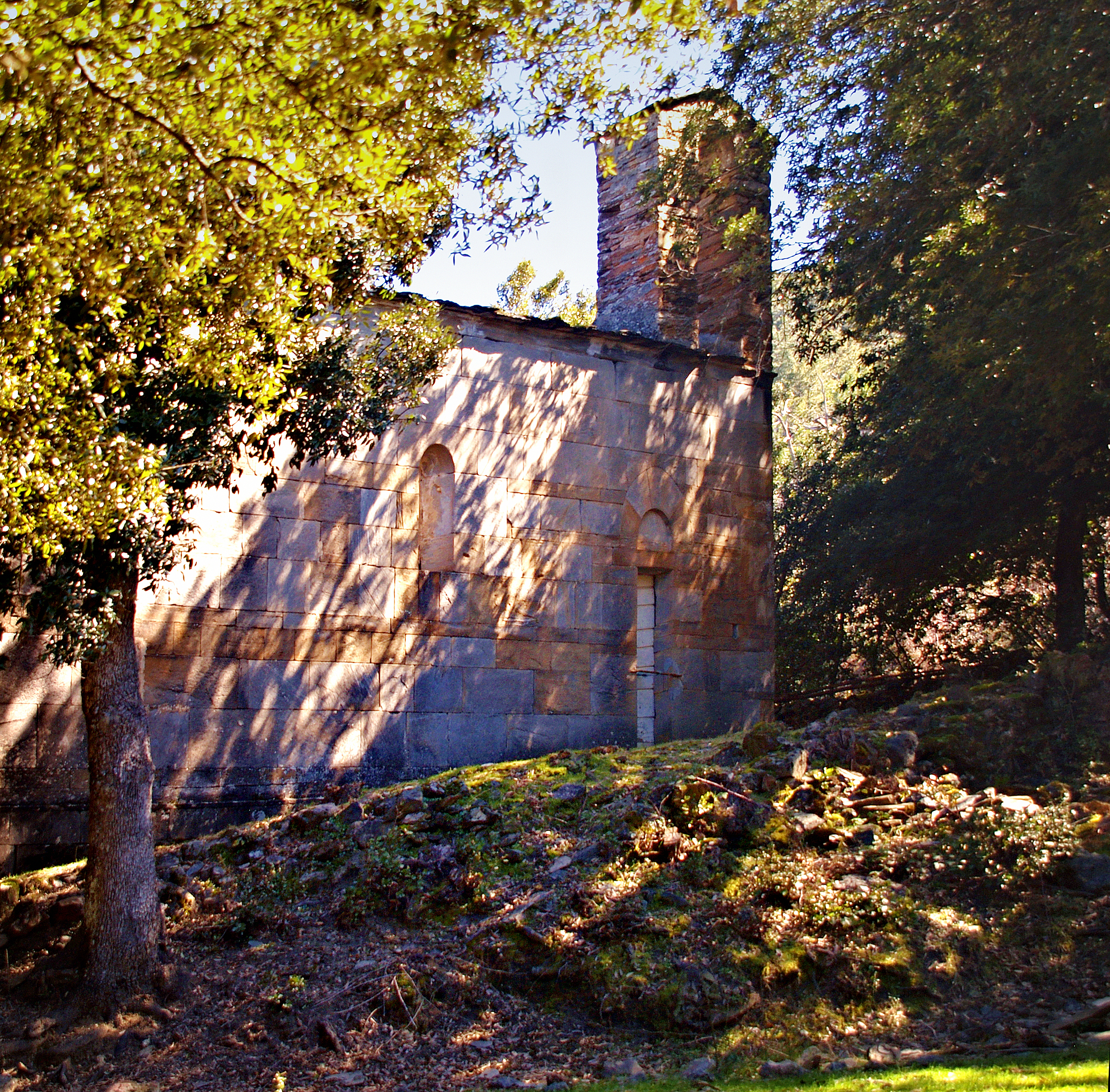
Chapelle Santa Maria
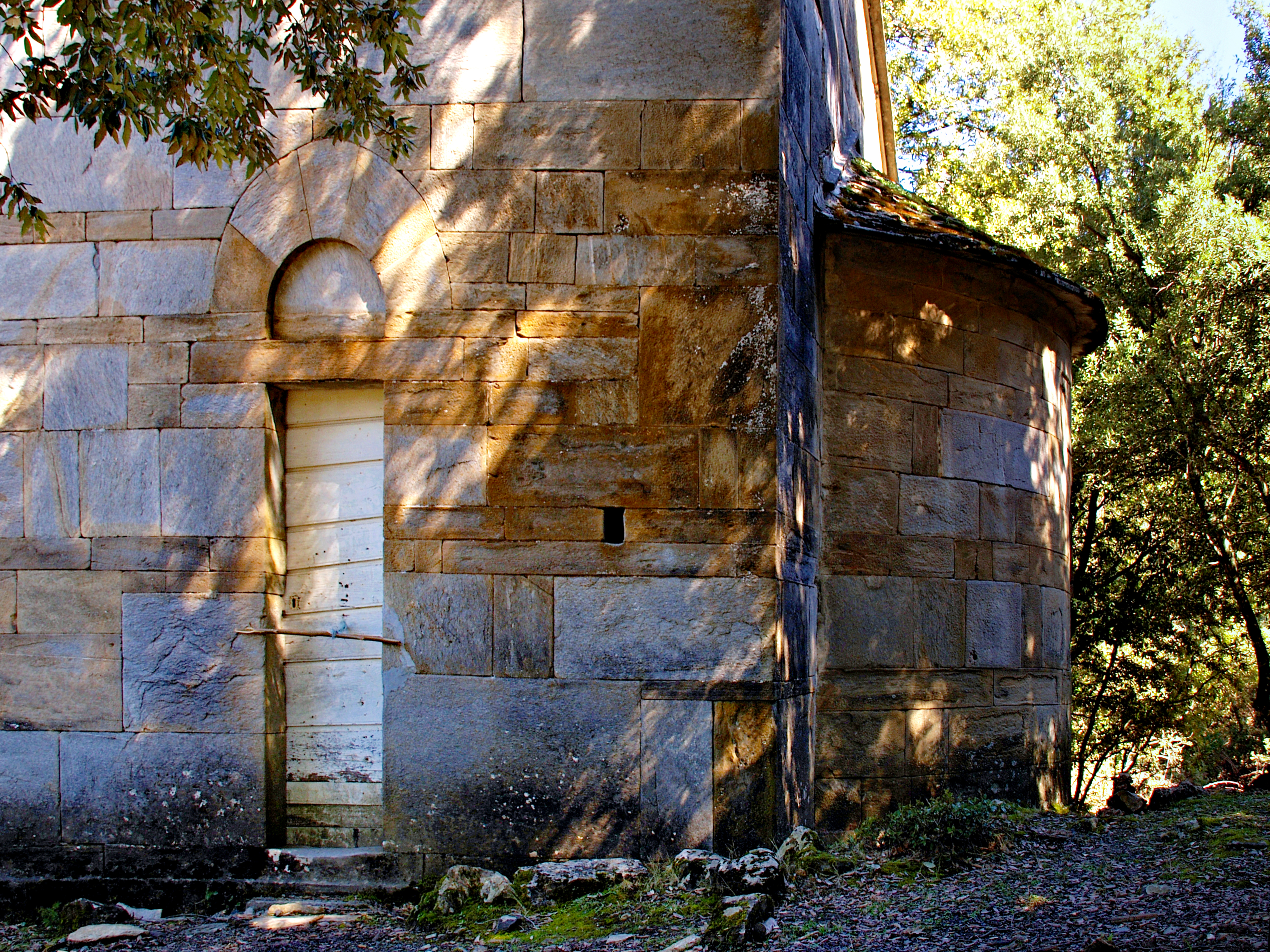
Abside
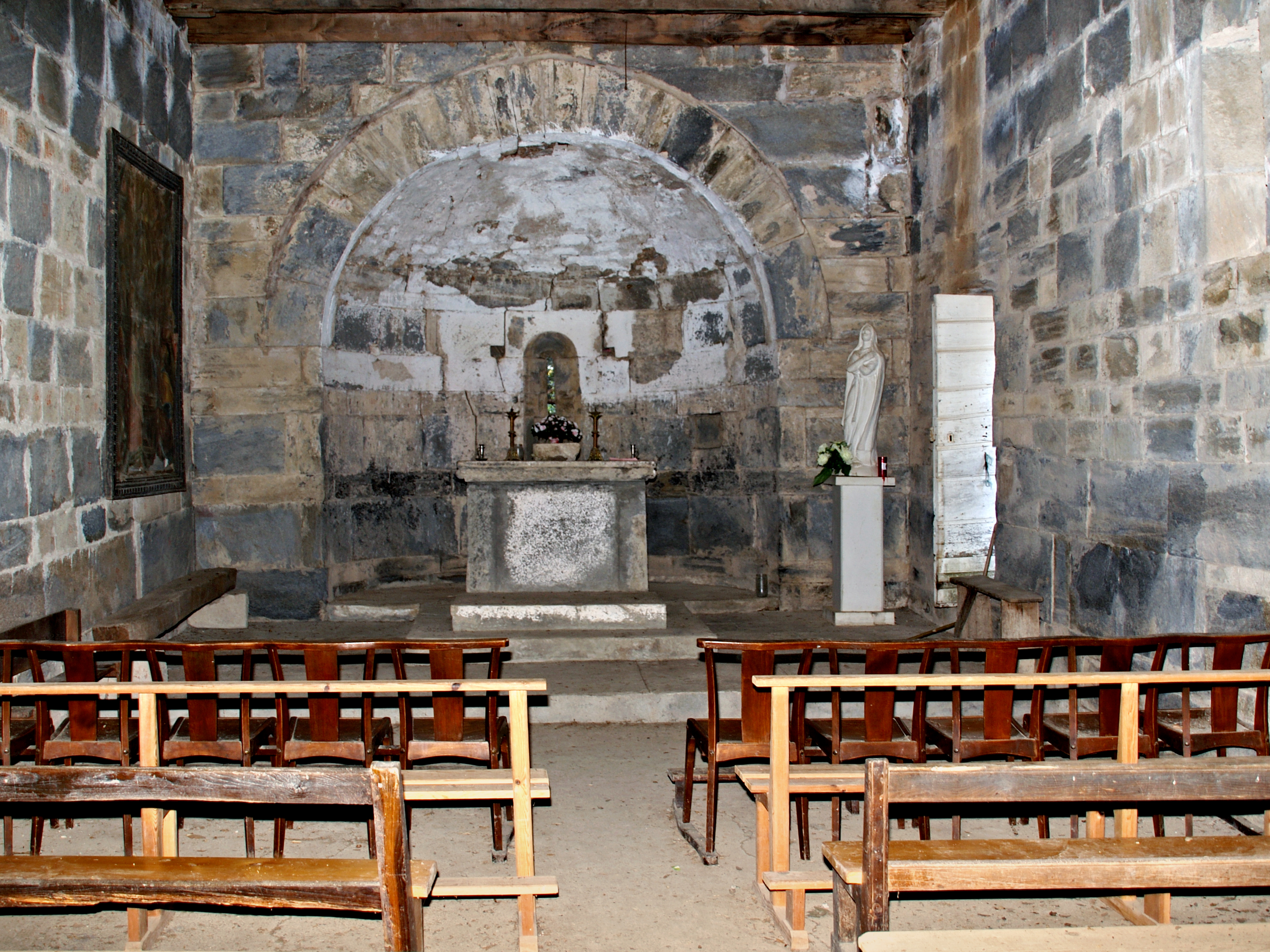
Intérieur

#### Stantara Santa Maria

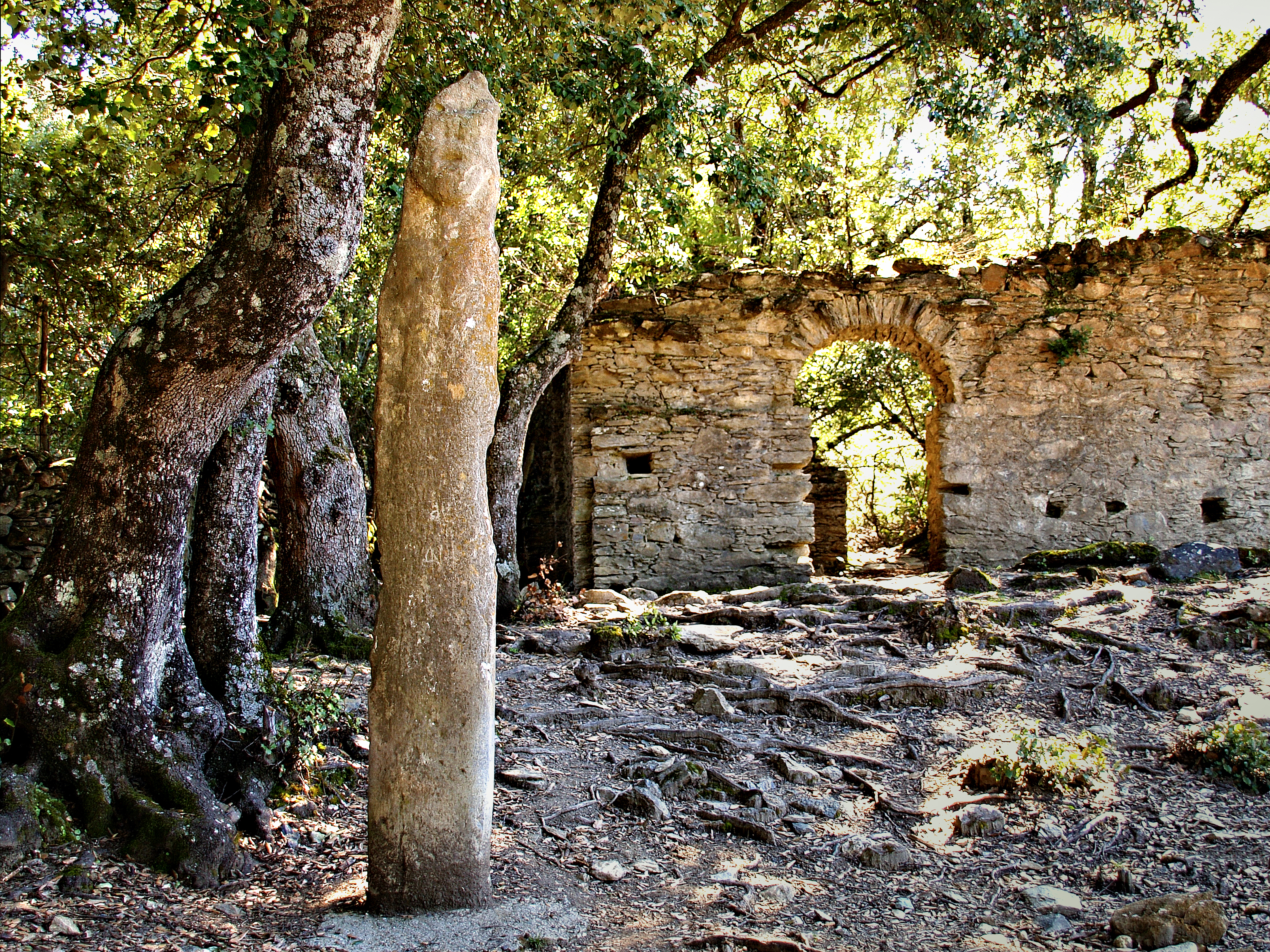
Statue-menhir de Santa Maria

Avec une croix gravée sur le nombril, la statue-menhir de Santa Maria christianisée est dressée au pied de la chapelle du même nom.
Elle est l'objet de légendes notamment celle d'un pari stupide. Elle serait la statue d'une jeune fille du village pétrifiée. Pour prouver son courage, la jeune fille aussi intrépide qu'outrageante, aurait tenté une nuit d'enfoncer un bâton dans une tombe. La mort l'aurait saisie, figeant pour l'éternité l'infortunée dans la peur.
Une autre légende raconte qu'une jeune fille du village devait se rendre à minuit à la porte de l'église voisine pour défier un vampire. Un jeune homme caché à l'intérieur lui répondit. Saisie d'effroi, la jeune fille aurait été pétrifiée soudainement. La statue aurait été élevée en son souvenir. On l'appelle depuis la Sainte.

#### Vieux couvent
Les ruines d'un couvent sont visibles à l'arrière de la photo de la stantara. Il s'agit probablement de la chapelle, à en juger par les restes d'une voûte croisée, visibles aux quatre coins de la première pièce encore identifiable.

#### A Petra Frisgiata

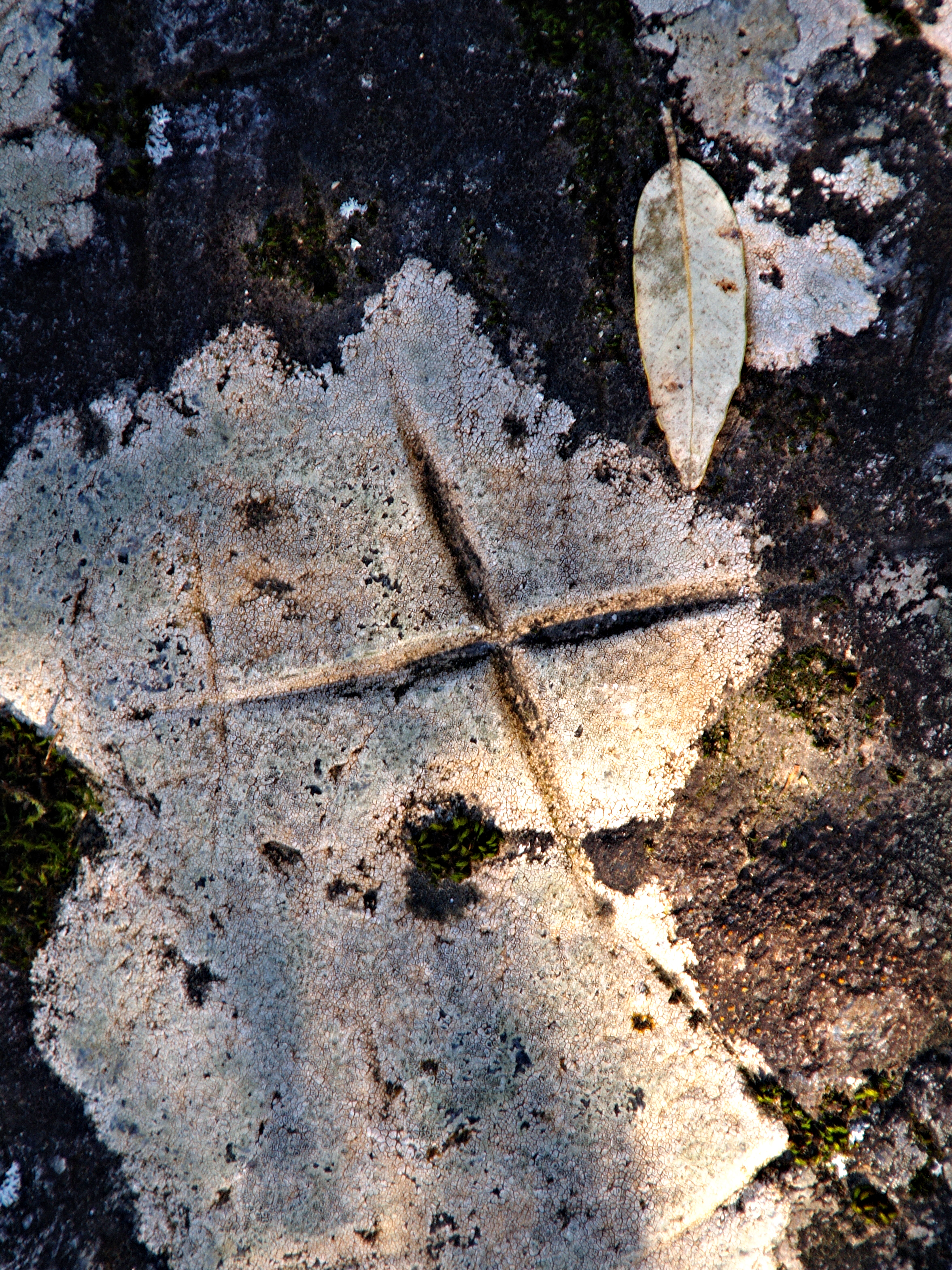
Gravure sur la Petra Frisgiada

A Petra Frisgiata (ou Petra frigiata, Petra frisgiada) est un gros rocher plat situé à proximité à la fois de la Stantara Santa Maria et de la chapelle romane Santa Maria.
La Petra frisgiada I est le site d'art rupestre le plus complet de Corse (importance dépassant le cadre local) :  « 595 signes ont été relevés, ce qui fait de la Petra Frisgiata I  le site d'art rupestre le plus complet et par conséquent le plus fourni de l'île. ». « L'étude des superpositions et de la nature des signes renvoie à plusieurs périodes, entre l'âge du fer et la période contemporaine ».
Il est remarquable que, en limite de la même pieve, (E Vallerustie), (entre les communes de Carticasi et de Bustanico), se trouve le site d'art rupestre E Schippiate qui est second de Corse pour le nombre de signes gravés. La nuance affichée par ces deux appellations (A Petra Frisgiata et E Schippiate) est, linguistiquement et historiquement, très intéressante. À Cambia, comme dans toute la pieve, d'autres rochers gravés existent dans le maquis.
- Les trois monuments de Corsuli (Capella Santa Maria, Stantara Santa Maria et Petra Frisgiata di Santa Maria) ne sont pas encore inscrits en tant que MH.

Noyés dans une forêt de chênes verts, ils sont facilement accessibles et bien indiqués depuis Corsoli. Des visites sont même organisées.

#### Chapelle San Chirgu
Plus haut, tout en haut du hameau de San Chirgu, se trouve le sentier menant vers une chapelle romane datant du XIIIe siècle : la chapelle San Quilico ou San Chirgu (Saint Cyr) ornée de décors sculptés. La chapelle a été classée Monument historique le 15 juin 1976 sous le nom de Église San Quilicu.
La tradition orale veut que les deux chapelles (qui sont à portée de voix) aient été bâties en même temps. San Chirgu par le père (qui supervisait l'ensemble des travaux), Santa Maria par le fils. Geneviève Moracchini-Mazel confirme qu'elles "ont certainement été bâties en même temps".

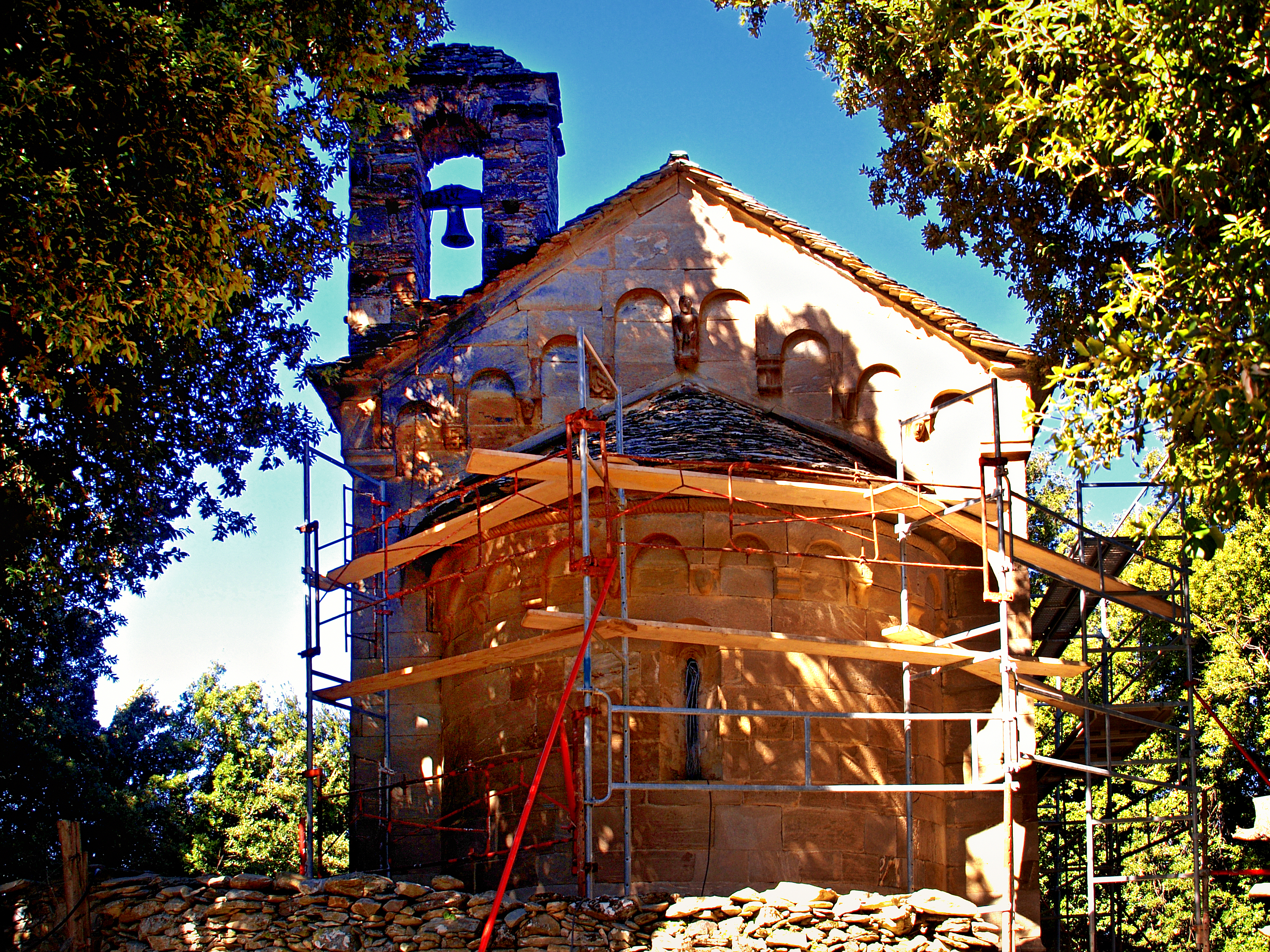
Chapelle San Quilico - restauration 2009
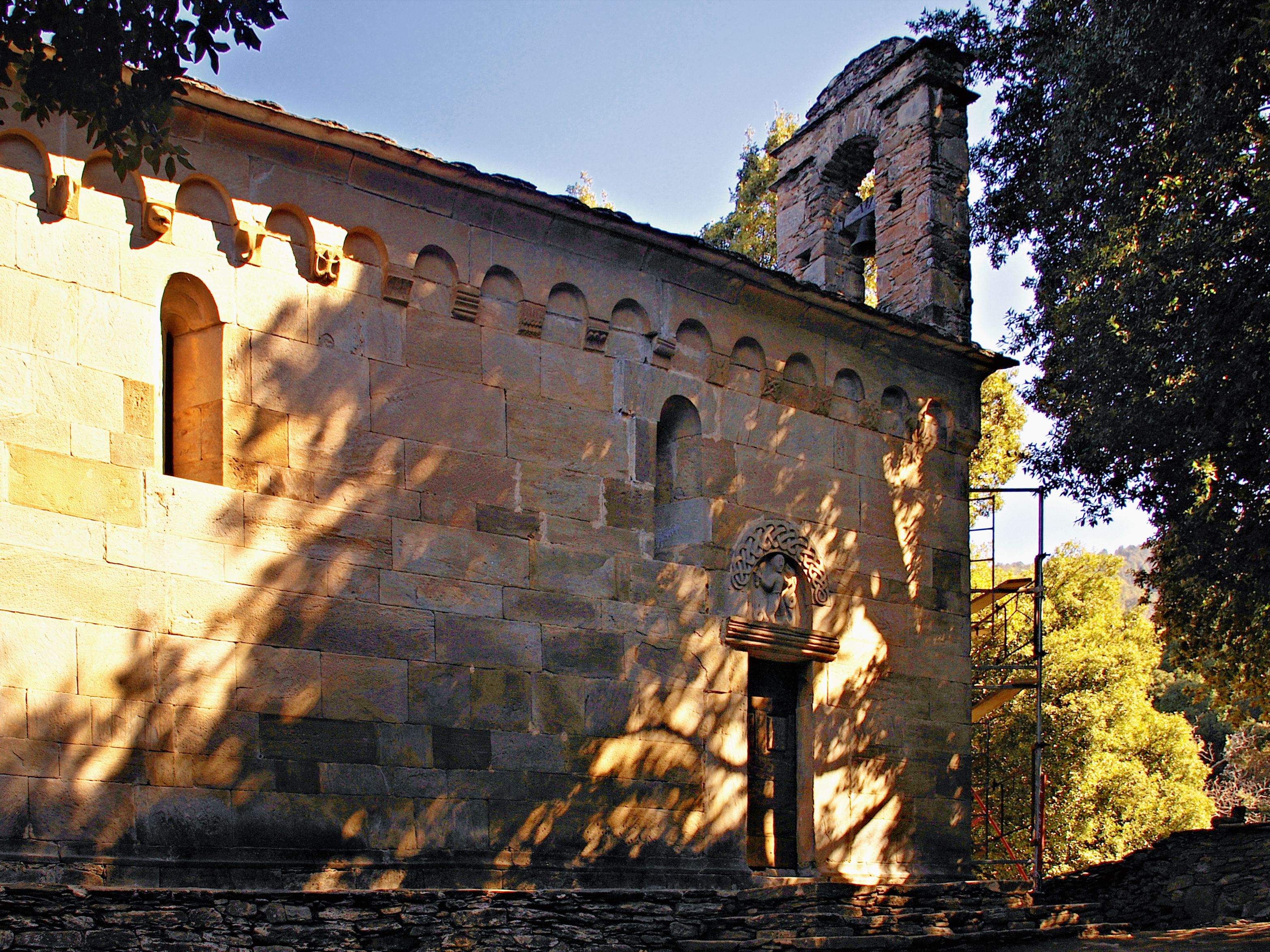
Façade latérale
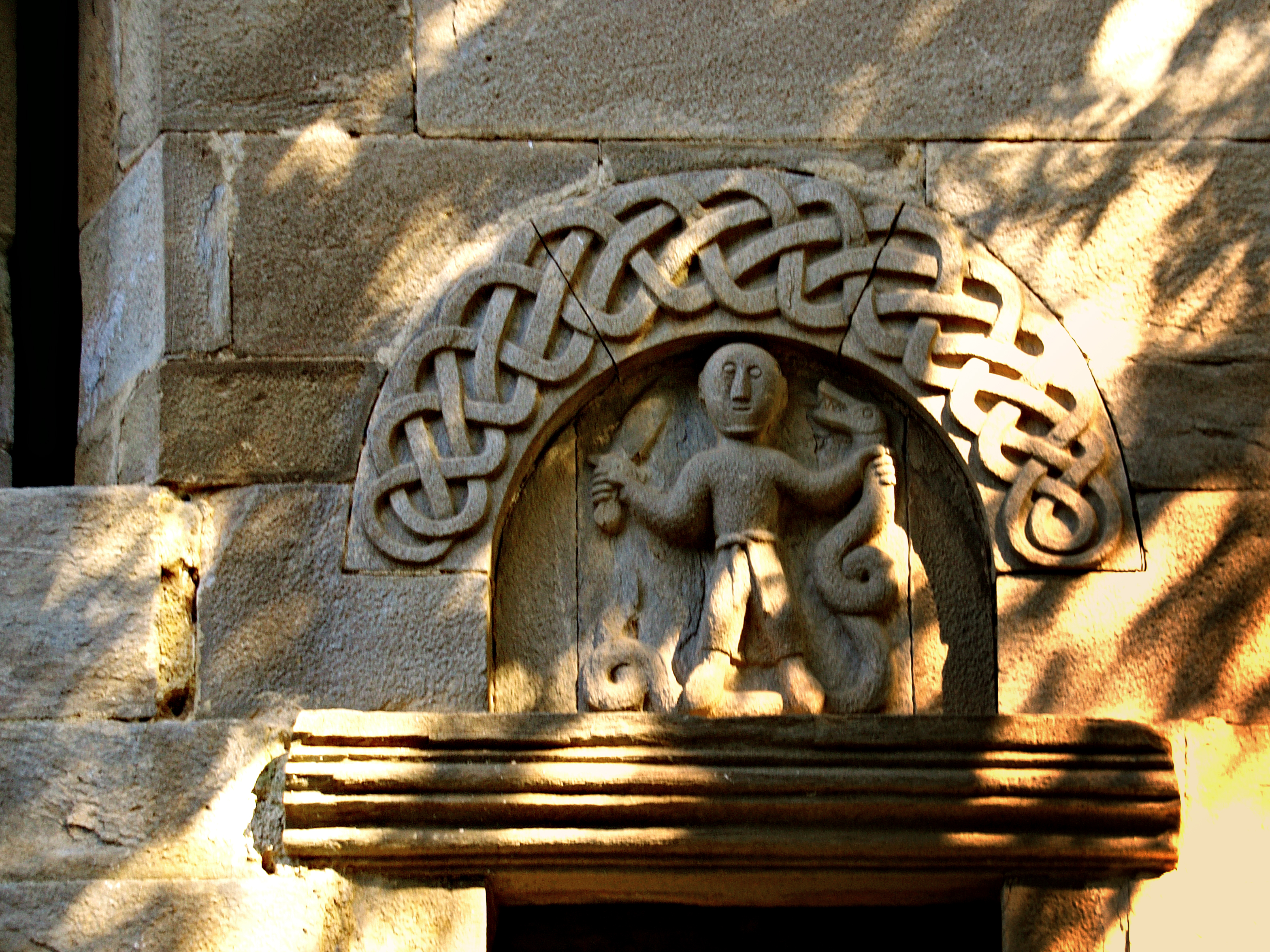
Motif de la façade latérale
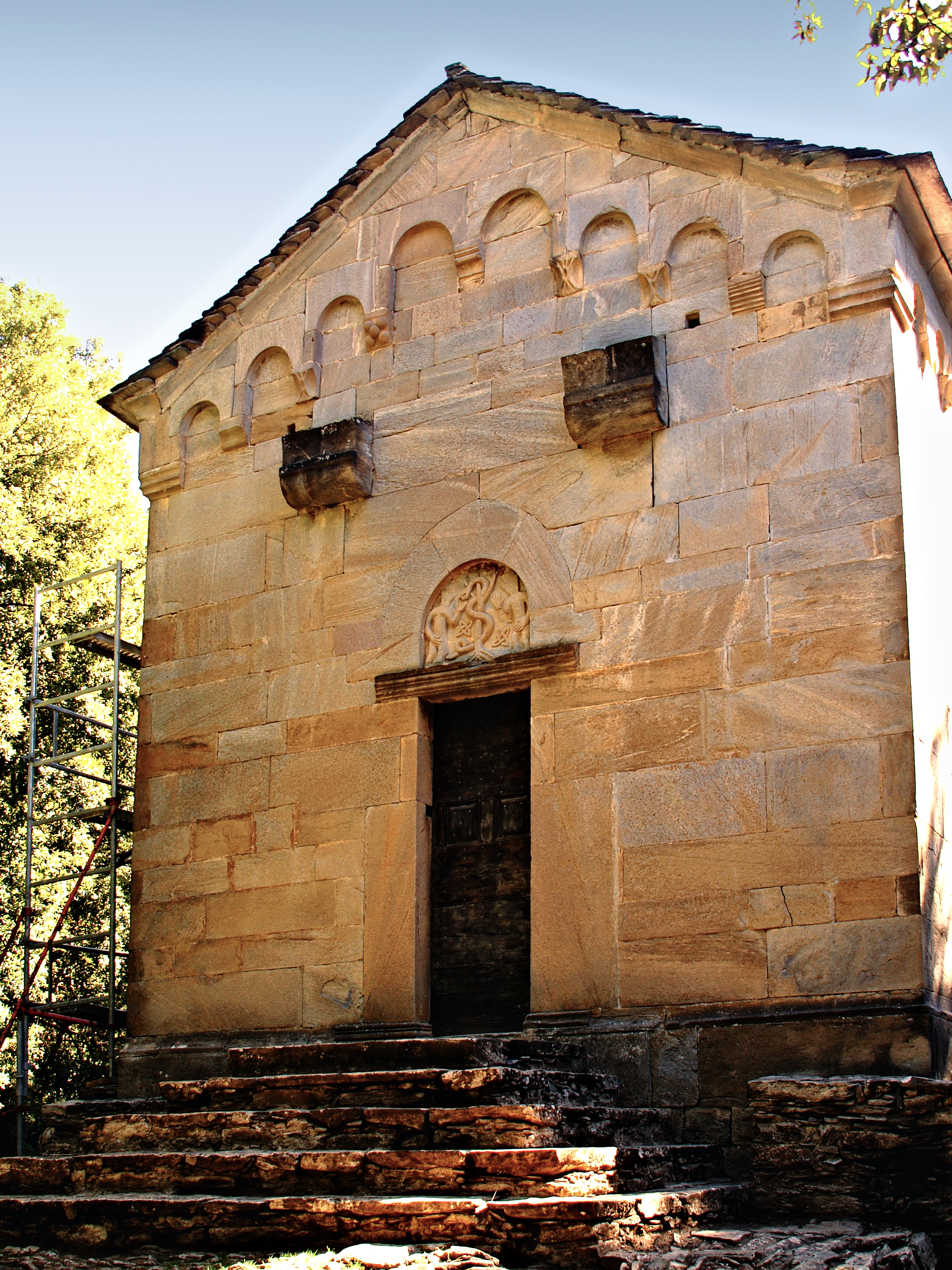
Fronton

Ces deux chapelles à fresques ont été restaurées en 2008 - 2009 sous l'égide de la Collectivité territoriale de Corse. Les travaux ont été cofinancés par l'État (70 %), la CTC (25 %) et la commune (5 %).

#### La chapelle Santa-Catalina de Loriani

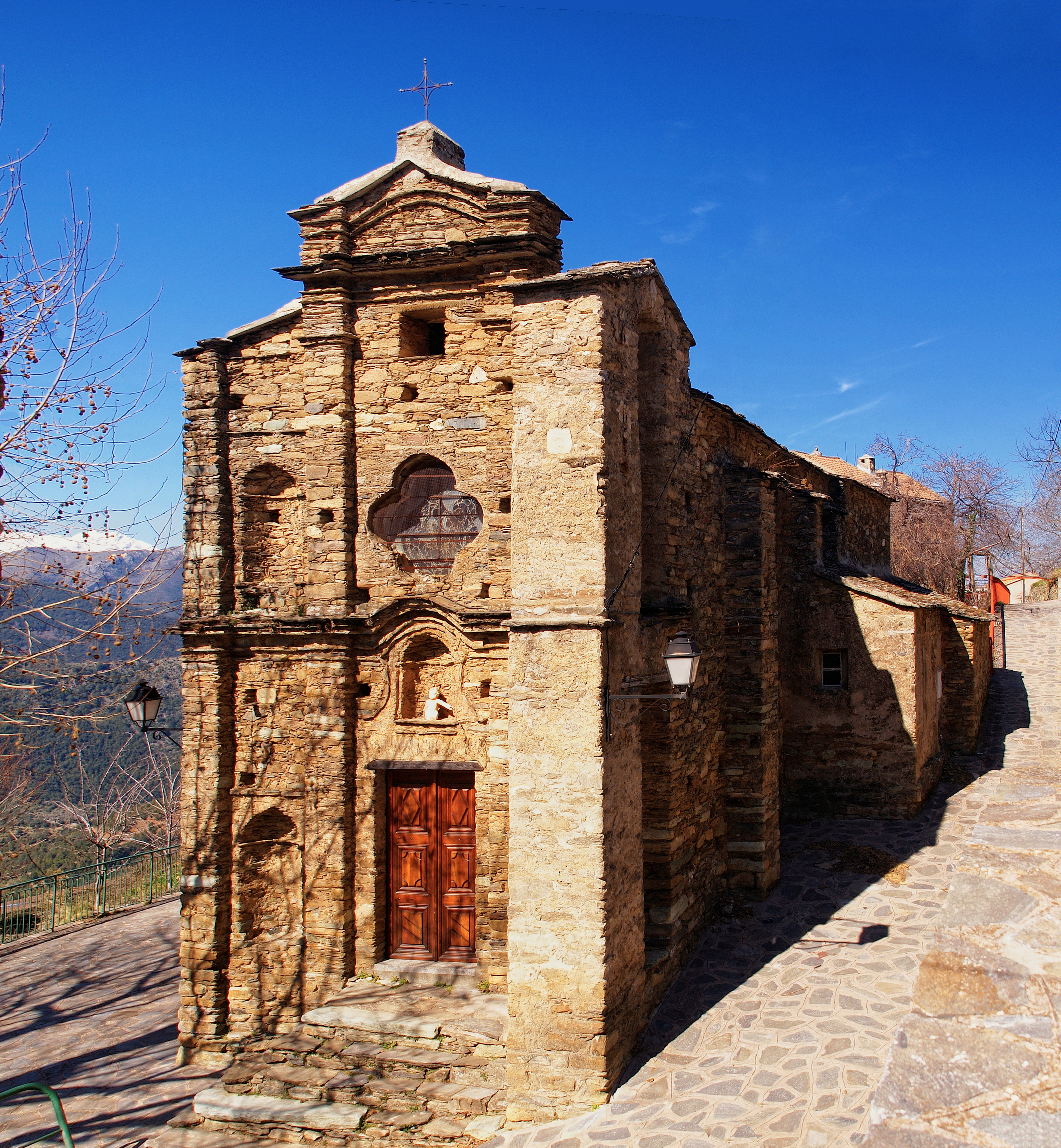
Santa Catalina de Loriani

Édifice religieux du XVIe siècle, en pierre, schiste et moellon. Dans la petite niche au-dessus du porche, se trouve la statuette de sainte Catherine la sainte patronne.

#### Autres
- Oppidum de Corsuli

Du site du château médiéval, transformé en 1358 lors de la révolution dite de "a terra di u cumunu", il ne reste actuellement qu'une partie de la tour (incorporée depuis ces événements), dans la première maison du village. C’était le lieu de résidence du ‘’Lieu-Tenant’’, représentant les seigneurs Bianculacci, de (Ghjuvellina) au grand fief desquels, la pieve des Vallerustie appartenait. Le mont St-Blaise, promontoire significatif de cet endroit, était probablement un site religieux dont l'histoire se perd dans le passé non encore exploré de l'époque des petre frigiate.
- Sépulture préhistorique de Loriani (table sur montants naturels). Fouilles Michel-Claude Weiss.

### Personnalités liées à la commune
- Page-Marie Vincenti

Fils d'agriculteurs, Page-Marie Vincenti naquit à Cambia en 1872. Rentré à l'âge de dix huit ans dans l'armée, il participe notamment à la campagne du Tonkin. Lieutenant à la déclaration, en 1914, il est mobilisé dans le 173e régiment d'infanterie. L'officier ne tarde pas à se faire remarquer par la bravoure qu'il manifeste en montant à l'assaut et c'est ainsi qu'il atteint le grade de capitaine. Vincenti participera à la prise du fort de Douaumont le 24 octobre 1916. Il sera blessé à deux reprises (bras gauche et jambe droite). À son retour il sera élu maire de Cambia.
À l'issue de la Seconde Guerre mondiale, il se retire de la vie politique du village  et s'éteint à Paris en 1956. Il est le beau-frère du général Marien Leschi. Page-Marie Vincenti  aura trois fils : Jean-Benoît, François et Charles-Louis Joffre. Engagé dans l'armée française, Charles-Louis sera fait prisonnier dans le Nord-Ouest de l'Allemagne, puis de nombreux transferts l'emmèneront finalement au Stalag X-B de Sandbostel, où il restera jusqu'en 1944. François, engagé dans la résistance, sera déporté à Dora où il passera deux ans. Son action lui vaudra d'être, comme son père, décoré de la médaille de la Légion d'honneur. Il sera fait chevalier, puis officier.

### Patrimoine naturel

#### ZNIEFF
La commune est concernée par deux ZNIEFF de 2e génération :
Landes et pelouses sommitales du massif du San Petrone
D'une superficie de base de 1 381 ha, la zone concerne 19 communes de la Castagniccia. Elle est composée de trois unités distinctes, distribuées sur les crêtes du massif de San Petrone.

L'intérêt qu'elle présente porte sur deux espèces déterminantes d'oiseaux : l'Aigle royal (Aquila chrysaetos (Linnaeus, 1758)) et l'Alouette lulu (Lullula arborea (Linnaeus, 1758).
Châtaigneraies et bois des versants sud et ouest du massif du San Petrone
La zone d'une superficie de base de 5 550 ha, concerne les formations boisées de 23 communes de la Castagniccia occidentale et du Bozio. Elle s'étend sur les bassins versants des affluents du Golo, de la Casaluna, de la Bravone et du Corsiglièse qui se jette dans le Tavignano.

Son intérêt porte sur deux espèces déterminantes présentes : l'Autour des palombes (Accipiter gentilis (Linnaeus, 1758)) et la Gymnadénie moucheron, Orchis moucheron, Orchis moustique (Gymnadenia conopsea (L.) R.Br., 1813), une orchidée terrestre européenne protégée sur l'île.

## Pour approfondir